# Jean Boncœur
Pour les articles homonymes, voir Boncœur.
Jean Boncœur est un raseteur français, vainqueur de la Cocarde d'or en 1936 et 1937. Son frère, Joseph Boncœur dit « Titi », décédé en 1977, donnera son nom au club taurin de Port-Saint-Louis-du-Rhône (Bouches-du-Rhône). Jean, marié à Simone Allier, eut un fils, Robert (décédé très jeune) et décédera enseveli sous les décombres de son bar à Arles, lors d'un bombardement pendant la Seconde Guerre mondiale, en 1944.

## Palmarès
- Cocarde d'or : 1936, 1937[1]

## Postérité
Le club taurin Titi Boncœur de Port-Saint-Louis-du-Rhône et le trophée éponyme portent son nom.